# Terceiro Concílio de Toledo

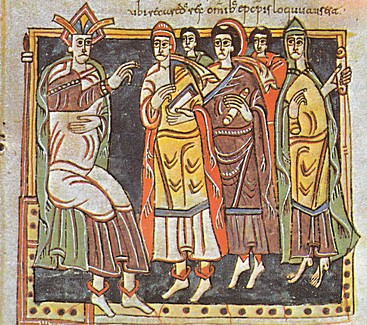
Terceiro Concílio de Toledo, em 589.

O Terceiro Concílio de Toledo (589) marca a entrada da Espanha visigótica na Igreja Católica e é conhecido por codificar a cláusula filioque no cristianismo ocidental. O concílio também decretou restrições aos judeus, e a conversão do país ao cristianismo católico levou a repetidos conflitos com os judeus.

## Efeitos do concílio
As proscrições contra os judeus foram logo seguidas por conversões obrigatórias, o que levou a uma fuga em massa de judeus da Espanha visigótica para Ceuta e tecnicamente territórios próximos visigóticos no norte da África. Lá, formou-se uma comunidade de exilados e descontentes, que mais tarde forneceriam alianças e informações úteis no momento da invasão moura em 711.
A cláusula filioque se espalhou pelo Ocidente alfabetizado em latim, mas não pelo Oriente de língua grega. Os francos o adotaram, mas seu uso causou polêmica no século IX. Seu uso se espalhou para Roma logo após 1000, e contribuiu para o Grande Cisma (1054) entre os ortodoxos e os católicos.